# Estilo cristalino

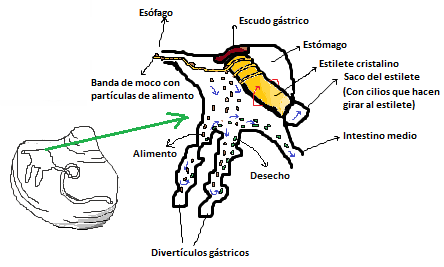
Esquema del estómago de una almeja

El estilo cristalino o estilete cristalino es una estructura transparente y gelatinosa en forma de bastón, compuesto por mucoproteínas, que poseen los bivalvos en su estómago. En algunas especies este estilete puede llegar a alcanzar hasta los 8 centímetros.
Este estilete forma parte de los moluscos bivalvos y su consumo es perfectamente saludable, aunque muchos amantes de los bivalvos se sorprenden al encontrarse esta extraña estructura, ya que en algunas ocasiones el estilete se hace visible, sobresaliendo del estómago de bivalvo. Podría confundirse con un gusano o parásito, como el Anisakis, si bien, su aspecto es diferente al de este parásito.
También ha sido descrito como TALLO GELATINOSO LARGO Y DELGADO o como VARILLA GELATINOSA, FLEXIBLE Y TRANSPARENTE.
Las mucoproteínas que lo forman liberan enzimas de tipo amilasa que degradan el almidón a azúcares simples digeribles, facilitando así la digestión de forma química.
El estilete se encuentra situado entre el escudo gástrico y una cavidad en la pared del estómago llamado saco del estilete, que contiene cilios que pueden hacerle rotar sobre su eje.
También posee bandas de moco en las cuales se deposita el alimento que llega del esófago.
Cuando el estilo realiza la rotación sobre su eje mezcla e introduce los alimentos en el estómago facilitando así la digestión físicamente.
El estilete es colonizado por numerosos microorganismos entre los que se encuentran bacterias del género Cristispira como comensales.
- Datos: Q16565012